# Ranunculus pekinensis
Ranunculus pekinensis är en ranunkelväxtart som först beskrevs av L. Liou, och fick sitt nu gällande namn av G. Dahlgren. Ranunculus pekinensis ingår i släktet ranunkler, och familjen ranunkelväxter. Inga underarter finns listade i Catalogue of Life.